# Chiesa di San Martino (Scandicci Alto)
La chiesa di San Martino (in latino Sancti Martini de Scandiccio) si trova a Scandicci Alto, nel comune di Scandicci, in provincia di Firenze, arcidiocesi della medesima città.

## Storia
È ricordata nel 978 fra i beni della Badia Fiorentina.
La chiesa fu donata alla Badia di Firenze dalla contessa Willa di Tuscia. Tracce di questa donazione si hanno anche in un documento papale del 1070 dove si conferma il dono ai monaci cassinesi che ressero la proprietà fino a tutto il 1785 quando poi passò a Aldobrando Altoviti.

## Descrizione
La chiesa è stata anticamente edificata nello stesso luogo dove sorgeva una rocca.
Dell'edificio romanico, trasformato secondo il gusto barocco e poi rimaneggiato nell'Ottocento, rimane ben poco.
L'aspetto attuale è dovuto ai pesanti interventi del dopoguerra che hanno eliminato il portico antistante, distrutto l'altare della Madonna, il tabernacolo del Sacro Cuore e il soffitto a volta.
San Martino è legata alla devozione popolare per l'immagine della Madonna che qui si conserva: una Madonna con Bambino su tavola centinata, che presenta varie ridipinture che ne impediscono valutazioni e attribuzioni certe; le figure sono ornate di monili di corallo e di ex voto; la composizione è inserita in un tabernacolo dorato di Giovanni della Robbia, posto al centro di una decorazione neogotica dipinta. È infine presente una pila per l'acqua santa che risale al XV secolo. Il soffitto del trecento e le due navate completano l'interno.